# Rhytachne gracilis
Rhytachne gracilis är en gräsart som beskrevs av Otto Stapf. Rhytachne gracilis ingår i släktet Rhytachne och familjen gräs. Inga underarter finns listade i Catalogue of Life.